# Ancylusmeer
| Holoceen                               | Oostzee          | 5000 - 0        |
| Holoceen                               | Littorinazee     | 8500 - 5000     |
| Holoceen                               | Ancylusmeer      | 10.700 - 8500   |
| Holoceen                               | Yoldiazee        | 11.600 - 10.700 |
| Pleistoceen                            | Baltisch IJsmeer | 15.000 - 11.600 |
| Ouderdomfases gebaseerd op Björck 2008 |                  |                 |

Het Ancylusmeer was een fase in de ontwikkeling van de Oostzee in het vroege Holoceen. Het meer ontstond 10.700 jaar geleden (BP) toen de verbinding tussen de Yoldiazee en het Kattegat afgesloten werd als gevolg van postglaciale opheffing. Rond 8500 BP was het globale zeeniveau zodanig gestegen dat de Grote Belt weer onder water kwam te staan en het meer geleidelijk aan weer zout werd en veranderde in de Littorinazee. Het Ancylusmeer is door de Zweedse geoloog Gerard de Geer genoemd naar de zoetwaterslak Ancylus fluviatilis, die in het sediment uit de tijd van het meer gevonden wordt. In Nederland komt deze soort thans algemeen voor in het IJsselmeer.

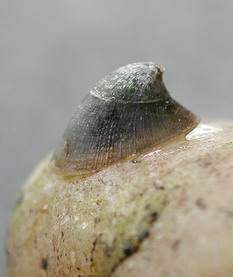
Ancylus fluviatilis

Kaart van het Ancylusmeer, met wit is het restant van de Scandinavische ijskap aangegeven